# Хинделопен
Хинделопен (нидерл. Hindeloopen, з.-фриз. Hylpen) — город в общине Юго-Западная Фрисландия провинции Фрисландия, Нидерланды. Расположен к юго-востоку от Воркюма, к северо-востоку от Каудюма и к северу от Молкверюма, центр города находится на берегу озера Эйсселмер. Население города составляет 875 человек. До муниципальной реорганизации в 1984 году Хинделопен был независимой общиной.
Хинделопен является одним из так называемых Одиннадцати фризских городов; после Слотена Хинделопен является самым маленьким из них. Жители города говорят на собственном диалекте, хинделопенском, который сильно отличается от западнофризского языка, главным образом сохранением средневековых гласных.

## История
Первое подтверждённое упоминание о городе восходит к 779 году. В 825 году название Hindolop впервые использовалось в документе. Часовня была построена здесь в XII веке, а церковь — в XIV веке. Хинделопен получил права города около 1225 года и с тех пор был одним из Одиннадцати фризских городов.
Хинделоопен находился недалеко от приливного водотока в Ваттовом море. Порта не было, корабли стояли на якоре во время прилива на рейде, а во время отлива они садились на морское дно. Во время прилива корабли могли забирать грузы на причале на суше. С XII и XIII века морские купцы Хинделопена осваивали торговые пути к побережью Северного и Балтийского морей.. В 1368 году город стал членом Ганзейского союза. Поддерживались интенсивные торговые связи с Любеком и другими ганзейскими городами. Была также торговля лесом с Норвегией. Сильные связи с зарубежными странами и нечастые контакты с внутренними районами, вероятно, были причинами развития хинделопенского диалекта, который представлял из себя смесь западнофризского языка с английским, датским и норвежским языками.
Между 1650 и 1790 годами, в период расцвета Нидерландов, так называемого Золотого века, у города было самое успешное время с флотом из более чем 80 торговых судов. Судоходная торговля принесла населению Хинделопена большое процветание. В то время жители Хинделопена тратили много денег в Амстердаме на драгоценные ткани и предметы, которые поставлялись через Голландскую Ост-Индскую компанию. Товары импортировались в больших масштабах из колоний, а затем перепродавались в Европе. Богатый город создал в те дни свой собственный облик и совершенно индивидуальный стиль с красочными расписными стенами и мебелью. Многие дома морских капитанов датируются этим временем, что напоминает о том, насколько был богат Хинделопен. На фасадах этих домов и сейчас можно увидеть якорь, в те годы вывешиваемый в знак того, что капитан всё ещё может принять груз. Летом, когда капитан был в море, жена капитана жила с детьми в так называемом «лихусе», маленьком домике за домом капитана на ватерлинии.
С усилением конкуренции со стороны Англии и Франции, которые в военном отношении превосходили маленькие Нидерланды, упадок Нидерландов и упадок города начались в конце XVIII века. К концу XIX века увеличение рыболовства ещё раз улучшило экономическое положение города. В то время было около 75 рыболовных траулеров. Рыбацкие лодки имели буквенный код HI.
После постройки дамбы Афслёйтдейк в 1932 году Эйсселмер из залива превратился во внутреннее озеро. Это привело к падению вылова рыбы при традиционном рыболовстве. Рыболовный флот вынужденно был сокращен. На сегодня в Хинделопене всё ещё есть немного рыбаков.